# Semiothisa duplicata
Semiothisa duplicata là một loài bướm đêm trong họ Geometridae.